# تیم ملی فوتبال زیر ۲۳ سال ویتنام
تیم ملی فوتبال زیر ۲۳ سال ویتنام (به انگلیسی: Vietnam national under-23 football team) تیم فوتبال جوانان کشور ویتنام است و زیر نظر فدراسیون فوتبال ویتنام فعالیت می‌کند. این تیم نمایندهٔ ویتنام در بازی‌های المپیک و بازی‌های آسیایی است.